# Sclerolobium odoratissimum
Sclerolobium odoratissimum är en ärtväxtart som beskrevs av George Bentham. Sclerolobium odoratissimum ingår i släktet Sclerolobium och familjen ärtväxter.

## Underarter
Arten delas in i följande underarter:
- S. o. latifolium
- S. o. odoratissimum